# Louis Bréhier
Louis Bréhier (Brest, 5 de agosto de 1868 - Reims, 13 de octubre de 1951), fue un historiador francés especializado en estudios bizantinos.

## Biografía
Louis Bréhier nació en Brest el 5 de agosto de 1868. Fue hijo de un maestro y estudió secundaria en escuelas de Cahors y Poitiers donde obtuvo el bachillerato. Continúa sus estudios en París y mostrando interés por el griego. Sigue las enseñanzas de Charles Diehl en la Sorbona. Posteriormente, trabajó como maestro de escuela secundaria en Montauban, Bourges, Reims y San Quintín. En 1899 recibió su doctorado en la Sorbona con la disertación Le schisme oriental du XIe siècle (El cisma oriental en el siglo XI). Bréhier se convirtió en profesor en la Universidad de París, enseñando historia y geografía antiguas y medievales. Presentó el artículo sobre Les colonies d'Orientaux en Occident du Moyen Age en el XIII Congreso de Orientalistas en Hamburgo en 1902.
De 1903 a 1938 fue profesor de historia antigua y medieval en Clermont-Ferrand. Es autor en 1916 de una obra bastante completa sobre la catedral de Reims. Sus viajes por el mundo mediterráneo incluyeron una misión arqueológica al Monte Athos en 1930. Se instaló en Reims después de la Segunda Guerra Mundial, falleciendo en esta ciudad en 1951.
Como escritor de arte, publicó una tesis y varias obras importantes sobre la historia del arte bizantino. Su obra más conocida fue Le Monde byzantin ("El mundo bizantino") en tres volúmenes. Era especialista en iconografía bizantina, y en 1924 publicó un influyente tratado sobre arte bizantino titulado L'Art byzantin. Bréhier contribuyó también con muchos artículos de la Enciclopedia Católica.
En 1944, después del fallecimiento de su esposa, Marthe Marguerite Émilie Lefebvre y del fin de la Segunda Guerra Mundial, se instaló definitivamente en Reims donde falleció en 1951.

## Distinciones
- Miembro de la Academia de Inscripciones y Lenguas Antiguas.
- Profesor emérito de la Universidad de Clermont-Ferrand.
- Doctor honoris causa de la Universidad Nacional y Kapodistríaca de Atenas en 1937.

## Condecoraciones
- Oficial de la Legión de Honor.
- Croix de guerre 1939-1945.
- Comandante de la Orden de la Corona de Rumania
- Comendador de la Orden de San Sava

## Publicaciones
- De Græcorum judiciorum origine (1899)
- Le Schisme oriental du XIe siècle (1899)
- La Querelle des images (1904)
- L'Église et l'Orient au Moyen Âge : les croisades (1907)
- Les églises romanes (1907)
- Le travail historique (1908)
- Études archéologiques: Le sarcophage des Carmes-Déchaux; Les anciens inventaires de la cathédrale: Le Bible historiée de Clermont (1910)
- L'Auvergne (1912)
- La Cathédrale de Reims. Une œuvre française (1916)
- L'art chrétien, son développement iconographique des origines à nos jours (1918)
- Les survivances du rite impérial romain : à propos des rites shintoïstes (1920)
- L'Art byzantin (1924)
- Histoire anonyme de la première croisade, editado y traducido por Louis Bréhier (1924)
- L'homme dans la sculpture romane (1927)
- L'Art en France des invasions barbares à l'époque romane (1930)
- Le Monde byzantin, 3 Volúmenes (1947-1950)
  - Volume 1 : Vie et mort de Byzance
  - Volume 2 : Les institutions de l'Empire byzantin
  - Volume 3 : La civilisation byzantine

Ha escrito además numerosos artículos publicados en revistas de arqueología y de arte.